# Wäinö Aaltonen

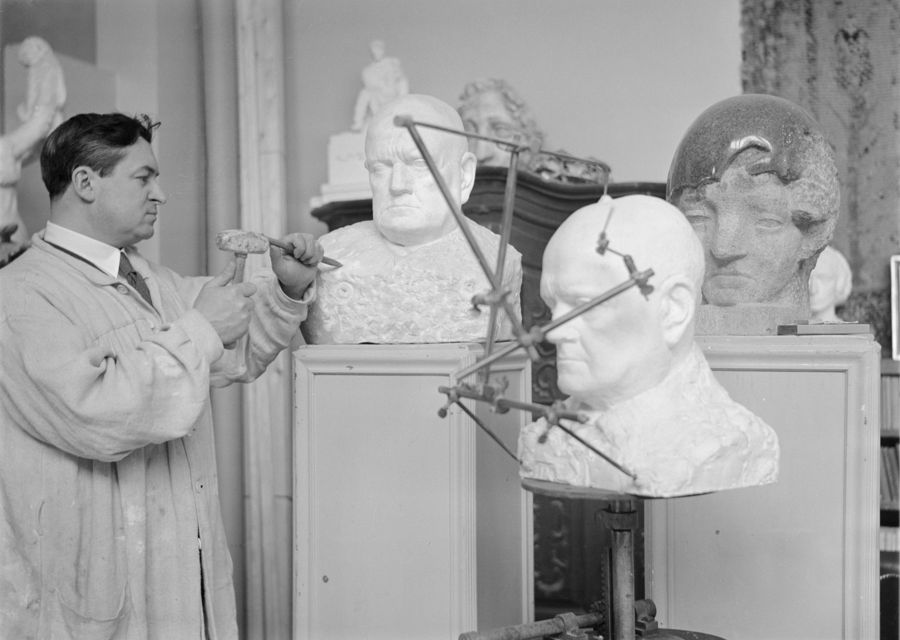
Wäinö Aaltonen i arbete med byst av Jean Sibelius 1938

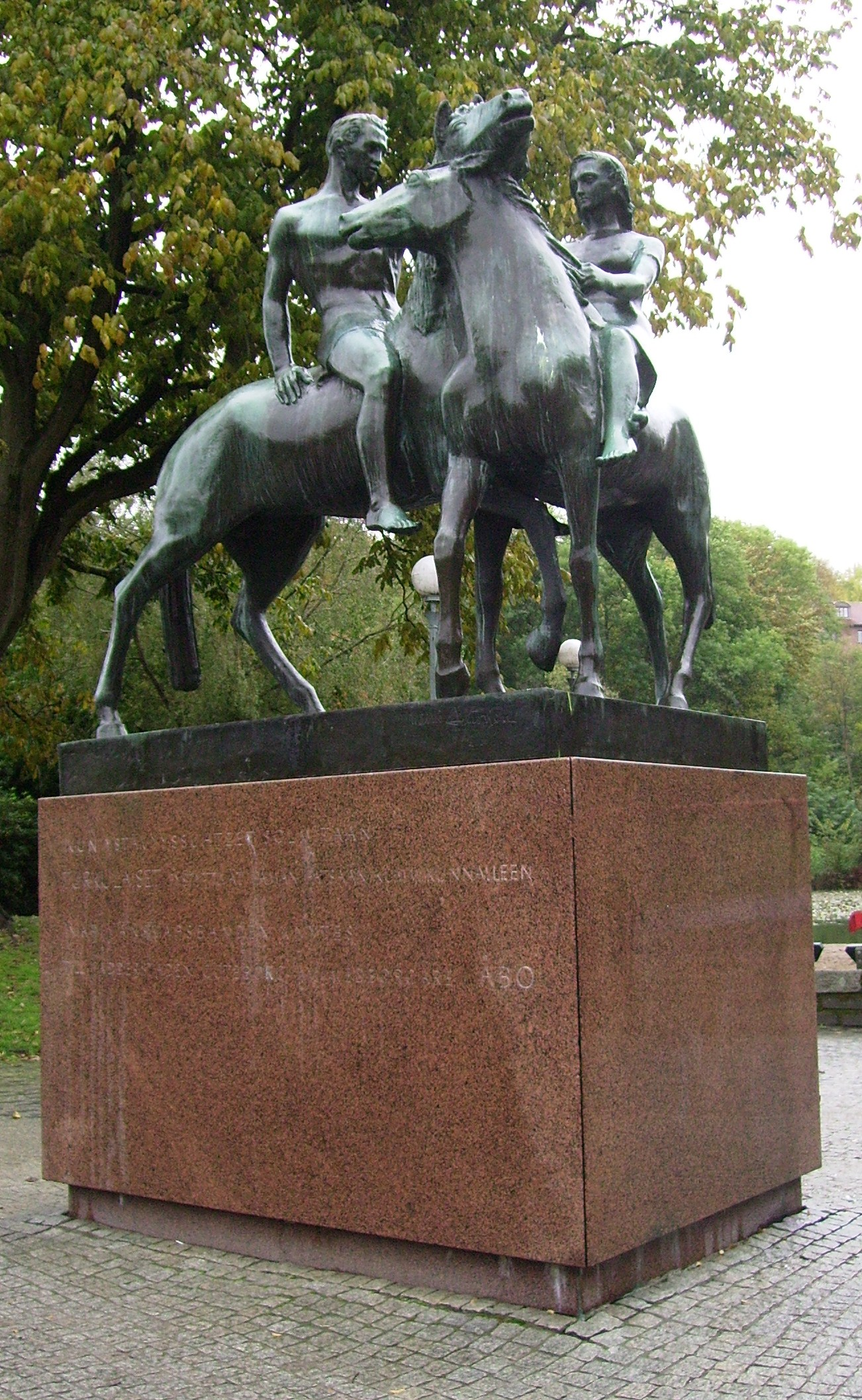
När vänskapsbanden knytes i Göteborg

Wäinö Waldemar Aaltonen, född 8 mars 1894 i Karinais, död 30 maj 1966, var en finländsk skulptör och målare.

## Biografi
Wäinö Aaltonen studerade teckning och målning för Victor Westerholm vid Finska Konstföreningens ritskola i Åbo 1910–1915. Därefter ägnade han sig åt skulptur och gjorde som ett betydande ungdomsverk en pojke i granit (1917–1920), som nu finns på Ateneum i Helsingfors. Han blev professor 1940, fil. hedersdoktor i Lund 1941 och ledamot av Finlands Akademi från 1948.. Hans mest kända skulptur är Bronsstaty av Paavo Nurmi från 1925. Han har även gjort minnesmärket över torpedbåten S 2. Bland hans övriga skulpturer finns hjältemonumentet i Nyslott samt Frihetsgudinnan bekransar ungdomen som fanns vid Helsingfors universitet, men förstördes under andra världskriget. I Sverige finns bland andra skulpturen När vänskapsbanden knytes vid Näckrosdammen/Renströmsplatsen i Göteborg, som är en gåva till Göteborgs stad av Åbo stad (ett identiskt exemplar finns i Åbo). För Hässelby villastads kyrka skapade han träskulpturen Barnet med sin skyddsängel.
I samband med byggandet av Wäinö Aaltonens museum i Åbo donerade Aaltonen en betydande mängd av sina verk till staden och dessa utgör nu grunden för stadens konstsamling och för basutställningen i museet.
Aaltonen finns i Sverige representerad vid Moderna museet och Nationalmuseum i Stockholm, i Göteborgs konstmuseum (med ett porträtt av Jean Sibelius), Miliseum och Ateneum

## Bildgalleri

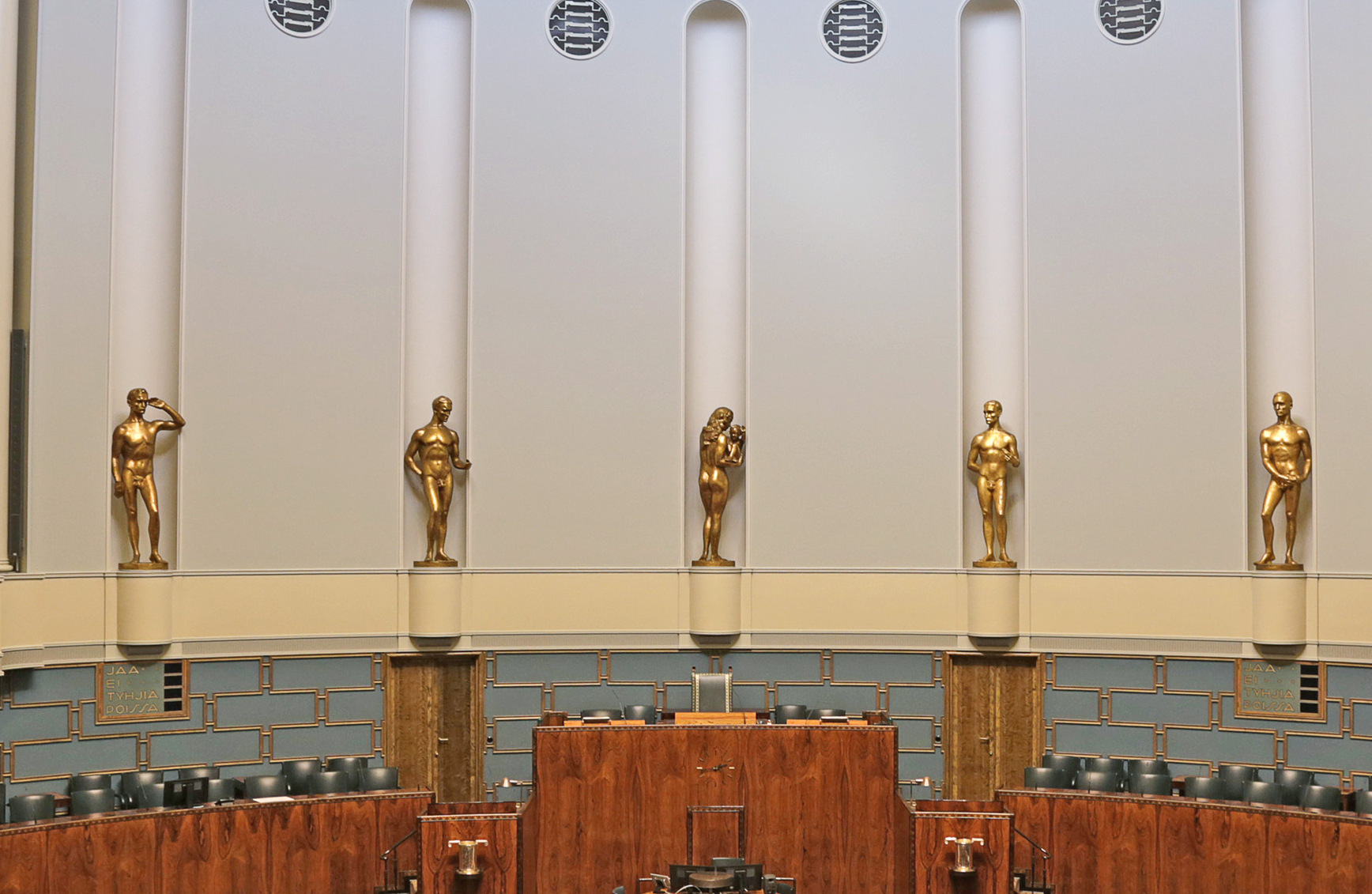
Arbetet och framtiden, skulptursvit i Riksdagshuset.
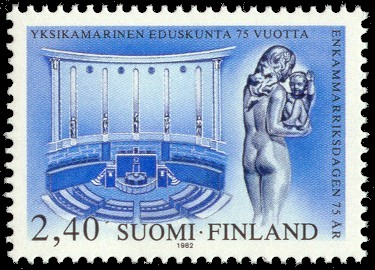
Frimärke vid riksdagens 75-årsjubileum 1982: "Framtiden" ur skulptursviten.
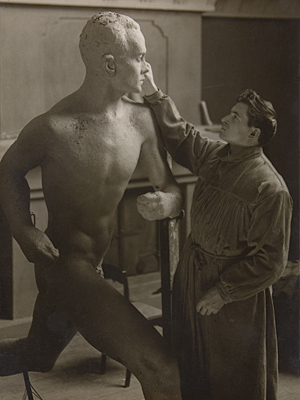
Arbete med Paavo Nurmi-statyn 1924–25.
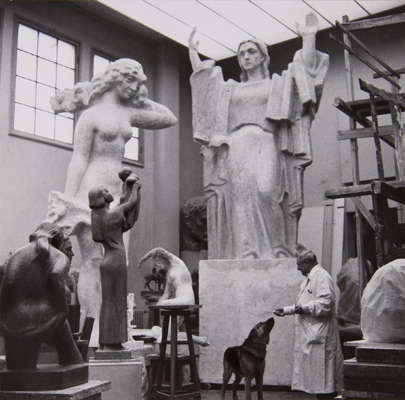
Wäinö Aaltonen i sin ateljé, med Jungfru Finland, nu i Wäinö Aaltonens museum, till vänster.
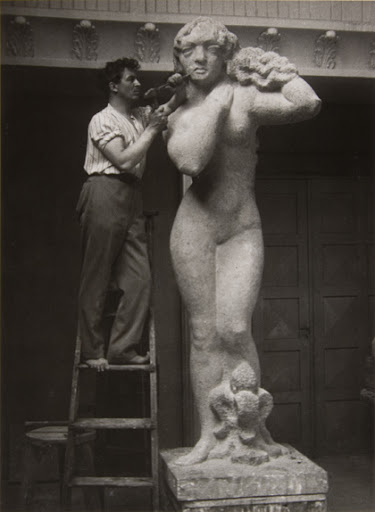
Wäinö Aaltonen med Turun Lilja.
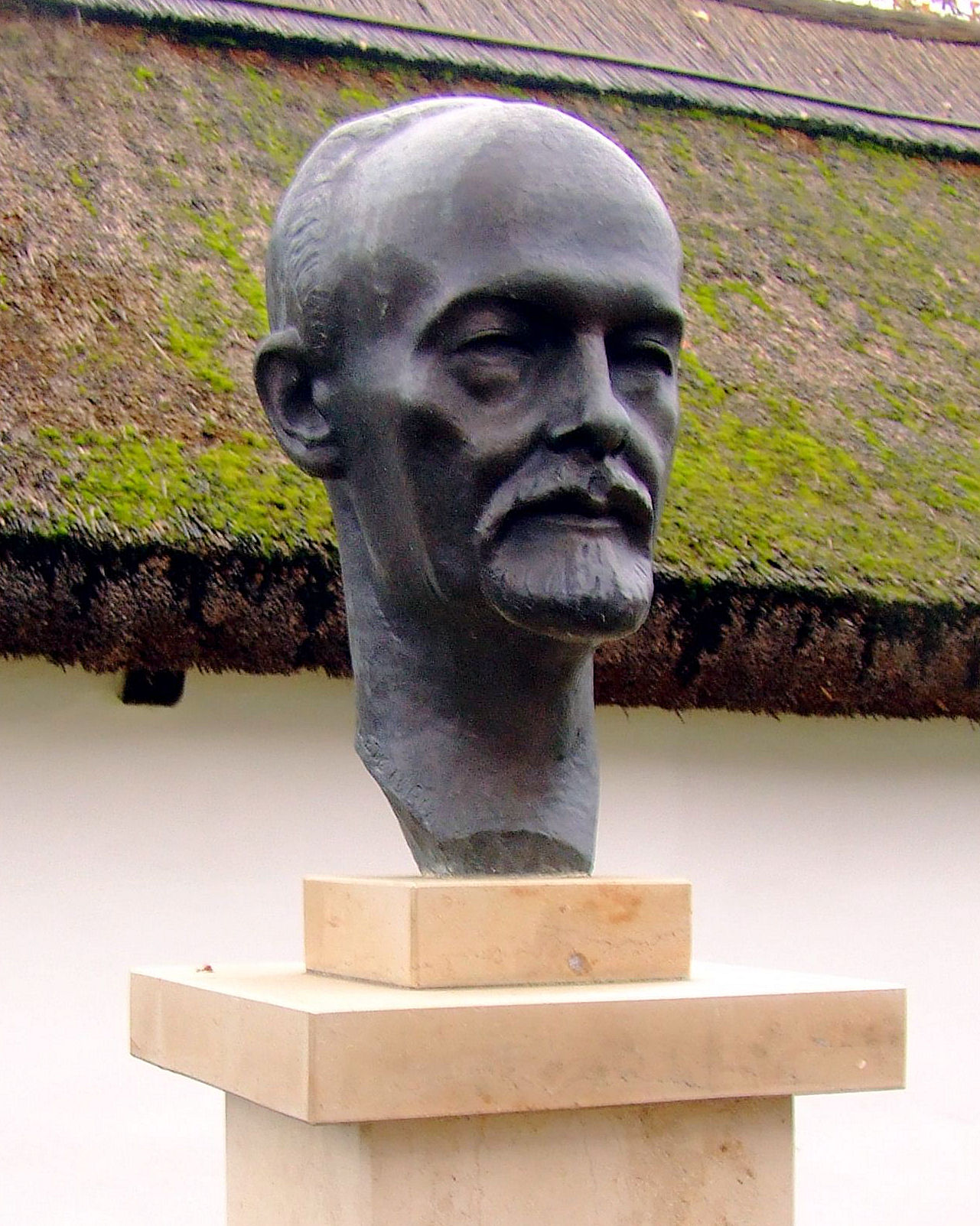
Porträtt av Otto Manninen.